# Hotel Kvarner
Koordinaten: 45° 20′ 5,5″ N, 14° 18′ 28″ O
Das 1884 eröffnete Hotel Kvarner (früher Quarnero) in Opatija (Abbazia) mit der zugehörigen, 1890 eröffneten Nobel-Dependance Villa Amalia ist das älteste Hotel des kroatischen Kurortes.
Es handelt sich um das erste Eisenbahnhotel, das die österreichische Südbahngesellschaft in dem von ihr unter ihrem Generaldirektor Friedrich Julius Schüler entwickelten Kurort errichtete. Zuvor hatten an dieser Stelle Weingärten bestanden. Ursprünglich als Sanatorium für Lungenkranke gedacht, entwickelte sich das Haus bald zum Treffpunkt der eleganten Welt. Hier traf Kaiser Franz Josef I. den deutschen Kaiser Wilhelm II., hier stiegen das rumänische Königspaar ab und Isadora Duncan. Der von Franz Wilhelm, einem Hausarchitekten der Bahnlinie entworfene, heute unter Denkmalschutz stehende historistische Bau in prominenter Lage mit seinem 1913 errichteten prunkvollen Speise- und Festsaal steht heute im Eigentum der kroatischen Gesellschaft Liburnia Riviera Hotels, um deren Privatisierung es jahrelange Schwierigkeiten gab und gibt. Das Haus wird heute als Viersternehotel geführt. Verhandlungen mit verschiedenen Luxushotelketten zerschlugen sich angesichts der Probleme, die ein etwaiger Umbau bieten würde (betriebswirtschaftlich notwendige Aufstockung, Errichtung von Garagenplätzen, mangelnde Kompatibilität solcher Maßnahmen mit dem Denkmalschutz etc.).